# Campagnolo
Pour les articles homonymes, voir Campagnolo (homonymie).

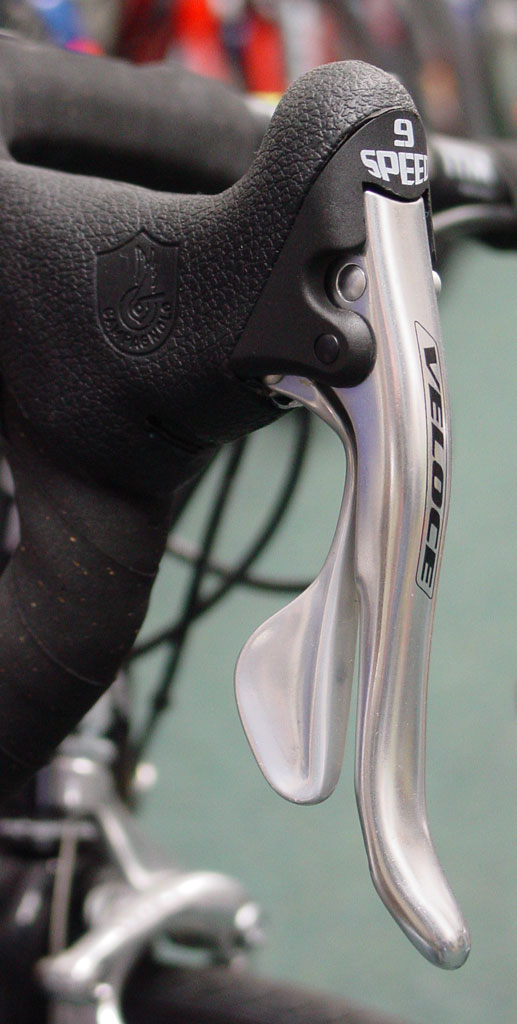
Manette de frein de la marque.

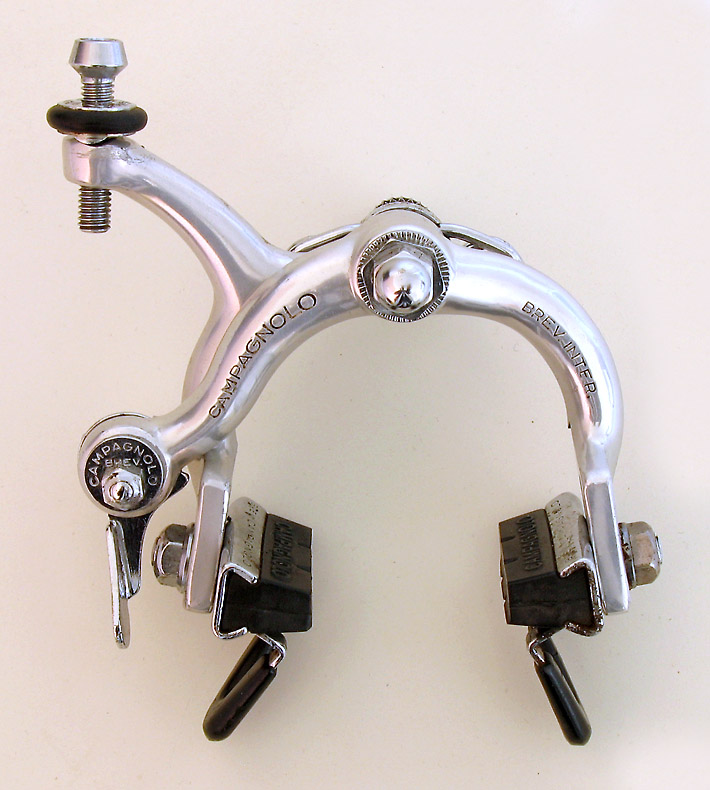
Des étriers de frein.

Campagnolo est une entreprise italienne spécialisée dans la fabrication de pièces et composants pour cycles et motocycles, notamment de compétition. Cette société de 1 000 employés a son siège à Vicence (Vénétie). Elle se caractérise par sa capacité d’innovation technique et par la qualité esthétique de ses produits. Son activité s’est diversifiée dans l’automobile, notamment en Formule 1, dans l’aéronautique et l’espace.

## Histoire
La société fut fondée en 1933 par Gentullio (dit Tullio) Campagnolo, né en 1901 et jeune espoir amateur du cyclisme italien au début des années 1920.
Il avait déposé déjà en 1930 un premier brevet de dérailleur à baguette qu’il déposa dans tous les grands pays du monde. Il en fabriqua le premier exemplaire en 1933 dans l’arrière-boutique de son père, Valentino, quincaillier.
À partir de 1940, Tullio Campagnolo abandonne la compétition pour se consacrer exclusivement à son entreprise.
C’est seulement après guerre, en 1947, que commença la production en série du dérailleur Campagnolo. Fausto Coppi fit partie des coureurs qui l’utilisèrent et le firent connaître.
Au début des années 1950, il ouvrit en France un atelier de montage et de finition.
En 1964, le nombre d’employés avoisine les 300. Cette même année, il ouvre un second établissement à San Lazzaro di Savena près de Bologne.
Sa maîtrise dans le moulage du magnésium lui valut de recevoir en 1976, à Détroit, une distinction décernée par l’International Magnesium Association, le Design and Applications Award 1975.
À partir de 1973, il fabrique aussi des roues de moto, et fournit notamment Harley-Davidson.
Lors de la mort de Tullio Campagnolo en 1983, son fils Valentino prend la présidence de la société.
En 2019, Campagnolo est partenaire de 3 équipes cyclistes professionnelles au niveau World Tour :
- Movistar Team
- Lotto-Soudal
- UAE Emirates

## Gamme course
La gamme Campagnolo 2008 destinée aux vélos de course est composée des groupes suivants :
- Record (10 vitesses)
- Chorus (10 vitesses)
- Centaur (10 vitesses)
- Veloce (10 vitesses)
- Mirage (10 vitesses)
- Xenon (10 vitesses)

La gamme Campagnolo 2009 destinée aux vélos de course est composée des groupes suivants :
- Super Record (11 vitesses)
- Record (11 vitesses)
- Chorus (11 vitesses)
- Centaur (10 vitesses)
- Veloce (10 vitesses)
- Mirage (10 vitesses)
- Xenon (10 vitesses)

La gamme Campagnolo 2010 destinée aux vélos de course verra l'introduction du groupe Athena et sera donc composée des groupes suivants :
- Super Record (11 vitesses)
- Record (11 vitesses)
- Chorus (11 vitesses)
- Athena (11 vitesses)
- Centaur (10 vitesses)
- Veloce (10 vitesses)
- Mirage (10 vitesses)
- Xenon (10 vitesses)

En 2011 est né le groupe Campagnolo électronique EPS (Electronic Power Shift). Le groupe électronique est le résultat d'un développement commencé en 1992. La gamme Campagnolo électronique EPS :
- Super Record EPS (11 vitesses)
- Record EPS (11 vitesses)
- Athena EPS (11 vitesses)

En 2013 un groupe anniversaire est réalisé pour célébrer les 80 ans de la marque.
En 2014 la gamme course est toujours constituée des 3 groupes EPS inaugurés en 2011 (réactualisés) et de 6 groupes dit mécaniques : 
- Super Record (11 vitesses)
- Record (11 vitesses)
- Chorus (11 vitesses)
- Athena (11 vitesses)
- Centaur (10 vitesses)
- Veloce (10 vitesses)

En 2018, Campagnolo est le premier fabricant à lancer sur le marché un groupe à 12 vitesses, initiant ainsi le renouvellement à venir de la gamme de groupes Campagnolo. La gamme 12 vitesses est constituée de 2 groupes mécaniques et d'un groupe EPS electrique :
- Super Record EPS (12 vitesses)
- Super Record (12 vitesses)
- Record (12 vitesses)
- Chorus (12 vitesses)

A noter que chacun de ces groupes est disponible en version avec freinage hydraulique (à disques) ou mécanique (à patins). Ces groupes haut de gamme côtoient encore le groupe 11 vitesses suivant :
- Centaur (11 vitesses)

En 2020, Campagnolo se lance sur le marché gravel avec un groupe à 13 vitesses, plus léger que le 12 vitesses SRAM Force 1x. :
- Ekar : 13 vitesses monoplateau (38, 40, 42 et 44) avec 3 choix de cassette (9-36, 9-42 et 10-44)

En juin 2025, Campagnolo lance le Super Record 13, groupe sans-fil de seconde generation, avec la primeur d'une transmission à 13 vitesses pour un groupe de route, et un retour à la fameuse manette du pouce (ou "thumbshifter").
Les principaux concurrents de Campagnolo sur la gamme « Course » sont : 
- le constructeur japonais Shimano avec les groupes Dura-Ace, Ultegra SL, Ultegra, 105, Tiagra et Sora
- le constructeur américain SRAM avec les groupes Red, Force, Rival et Apex

| Campagnolo      | Shimano      | Sram      |
| --------------- | ------------ | --------- |
| Super Record 13 | Dura-ace Di2 | Red AXS   |
| Super Record S  |              |           |
| Record          |              |           |
| Chorus          | Ultegra Di2  | Force AXS |
| Centaur         | 105 (Di2)    | Rival AXS |

| Campagnolo              | Shimano                     | Sram         |
| ----------------------- | --------------------------- | ------------ |
| Ekar Wireless (rumeurs) |                             | Red AXS Xplr |
| Ekar                    | Grx-820(mécanique)/825(Di2) | Force AXS    |
| Ekar GT                 | Grx-610                     | Rival AXS    |

Campagnolo fabrique aussi des roues pour la route, la piste, le gravel et le triathlon (Bora, Hyperon ultra, Shamal, Zonda, Scirocco, Calima…) et est à l'origine de la marque Fulcrum Wheels.

## Quelques chiffres
- Chiffre d'affaires annuel : 88 M€ (2000), 115 M€ (2010)
- Exportations : 80 % de la production est exportée dans plus de 90 pays.